# Roji

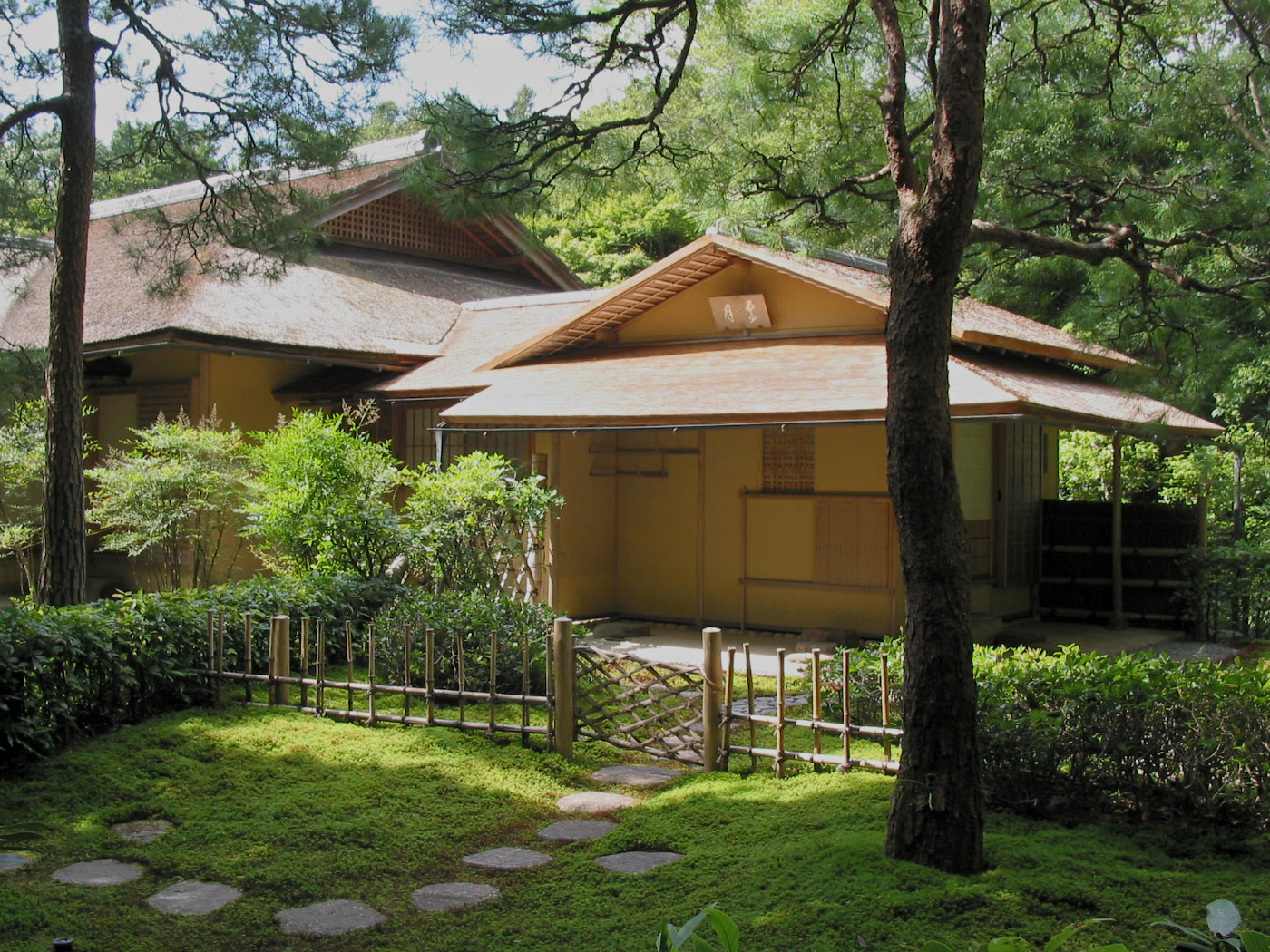
Roji menant au seigetsu chashitsu du Ise-jingū ; les caractéristiques typiques sont les pas japonais, la mousse, la porte en bambou et la division entre les jardins extérieurs et intérieurs.

Pour le manga de Keisuke Kotobuki, voir Roji !.
Roji (露地), littéralement « sol couvert de rosée », est le nom japonais employé pour désigner le jardin qui mène au chashitsu pour la cérémonie du thé. Le roji cultive généralement un air de simplicité.

## Développement
Sen no Rikyū passe pour avoir joué un rôle important dans le développement du roji. Dans sa résidence de Myōki-an, le « pin brosseur de manche » tient son nom de la petite taille du jardin. Pour sa maison de thé à Sakai, il a planté des haies pour masquer la vue sur la mer intérieure de Seto, et ce n'est que lorsqu'un invité se penche au-dessus du tsukubai qu'il découvre la vue. Rikyū explique sa conception en citant un vers de Sōgi,. Kobori Enshū en est également un amateur de premier plan.

## Caractéristiques
Le roji est habituellement divisé en un jardin intérieur et extérieur, avec un machiai (tonnelle d'attente). Les caractéristiques typiques incluent un tsukubai (bassin d'ablution), un tōrō (lanterne de pierre), un tobi ishi (pont de dalles) et un portillon,,. Les plantations ostentatoires sont généralement évitées de préférence pour de la mousse, des bruyères et des sempervirents, bien qu'on y trouve aussi des ume et des érables japonais.

## Influence
Sadler fait valoir que le roji, avec sa petite taille, ses proportions harmonieuses et sa « suggestivité simple » a servi de modèle pour les jardins domestiques des cours japonaises.